# ألترا ماراثون المرموم

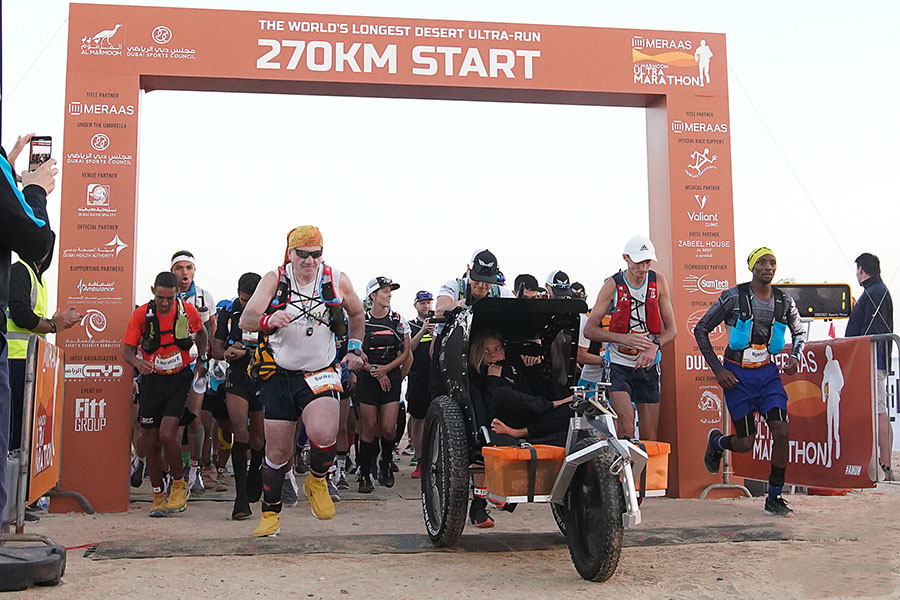
أطول ألتراماراثون صحراوي في العالم لمسافة 270 كلم 2018

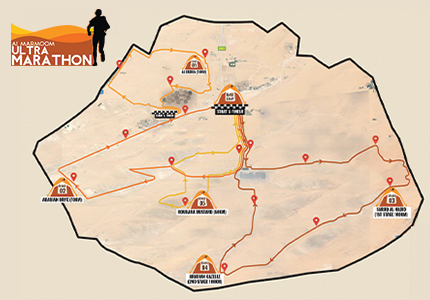
الافتتاحية لمسافة 270 كيلومترًا AMUM 2018

ألترا ماراثون المرموم هي سلسلة سنوية من سباقات التحمل الصحراوية التي تستضيفها محمية المرموم الصحراوية في دبي، الإمارات العربية المتحدة منذ عام 2018. يعتبر ألترا ماراثون المرموم أطول ماراثون صحراوي في العالم.

## مكان
أطلقت محمية المرموم الصحراوية في عام 2018 بمبادرة من نائب رئيس الدولة رئيس مجلس الوزراء حاكم دبي الشيخ محمد بن راشد آل مكتوم. وهي أول محمية صحراوية غير مسيجة في البلاد. وتمتد المحمية على 10% من إجمالي مساحة إمارة دبي، وأكبر مشروع بيئي وسياحي وترفيهي مستدام في دولة الإمارات العربية المتحدة. تدار المحمية من قبل بلدية دبي،

## تاريخ
أقيم سباق صحراء المرموم لأول مرة في عام 2018 باعتباره أطول سباق صحراوي في العالم. وغطى السباق الذي استمر خمسة أيام مسافة 270 كيلومتر (170 ميل)، اقيم ألترا ماراثون المرموم الذي ينظمه مجلس دبي الرياضي، لدعم التزام محمية صحراء المرموم تجاه الرياضات الصحراوية والوجهات السياحية والمحميات البرية.

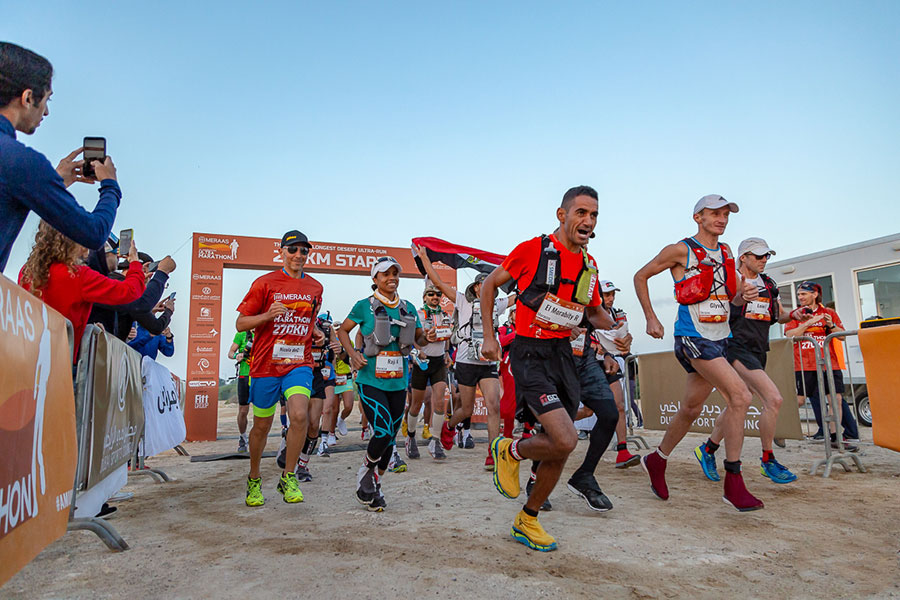
الافتتاحية لمسافة 270 كيلومترًا عام 2018

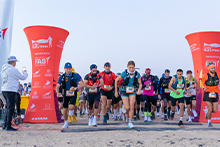
ألترا ماراثون المرموم 2022

## ماراثون 2022
في فبراير 2022، نظم ألترا ماراثون المرموم، أطول سلسلة ماراثون صحراوي في العالم قدمها بنك أبو ظبي الأول، وهو سباقًا صحراويًا بطول 50 كيلومترًا احتفالاً باليوبيل الذهبي لدولة الإمارات العربية المتحدة، كما نظمت سباقًا على الكثبان الرملية لمسافة 5 كيلومترات، وأقيم كلا السباقين في بحيرة إكسبو 2020. وتضمن سباق 2022 مشاركة بعض من أسرع عدائي التحمل الصحراوي في العالم وكذلك العدائين المتميزين من جميع أنحاء المنطقة الذين خاضوا التحدي الصعب. وفي نهاية السباق، شارك المتسابقون في زراعة 120 شجرة غاف حول بحيرة إكسبو 2020، للمساهمة في ترك إرث دائم.

## الفائزون

### سلسلة 270 كم
| تاريخ             | الفائز ذكر          | الوقت (h: m: s) | فائزة أنثى                 | الوقت (h: m: s) |
| ----------------- | ------------------- | --------------- | -------------------------- | --------------- |
| 11-15 ديسمبر 2018 | رشيد المرابطي (MAR) | 31:17:29        | ماغدالينا ليوي بوليت (USA) | 37:27:59        |

### سلسلة 50 كم
| سنة            | الفائز ذكر          | الوقت ( h: m: s ) | فائزة أنثى                           | الوقت ( h: m: s ) |
| -------------- | ------------------- | ----------------- | ------------------------------------ | ----------------- |
| 15 ديسمبر 2018 | يفين هليفا ‏ (UKR)   | 04:42:58          | آنا بياسيكا-وزولا [الإنجليزية] (POL) | 06:55:55          |
| 19 مارس 2021   | بطي النعامي (UAE)   | 05:00:04          | كاثلين لويز ليجين [الإنجليزية] (FRA) | 05:58:46          |
| 12 فبراير 2022 | رشيد المرابطي (MAR) | 04:07:36          | إيفانا كولاريك [الإنجليزية] (SRB)    | 05:06:03          |

### سلسلة 10 كم
| سنة          | الفائز ذكر                    | الوقت ( h: m: s ) | فائزة أنثى                        | الوقت ( h: m: s ) |
| ------------ | ----------------------------- | ----------------- | --------------------------------- | ----------------- |
| 19 مارس 2021 | ألفين ريفا [الإنجليزية] (PHL) | 00:52:40          | ناتاليا سيفتسي [الإنجليزية] (RUS) | 00:57:04          |

### سلسلة 5 كم
| سنة            | الفائز ذكر                          | الوقت ( h: m: s ) | فائزة أنثى                          | الوقت ( h: m: s ) |
| -------------- | ----------------------------------- | ----------------- | ----------------------------------- | ----------------- |
| 19 مارس 2021   | بول نغوجي موتوري [الإنجليزية] (KEN) | 00:16:46          | ديانا زاخارشينكو [الإنجليزية] (RUS) | 00:20:31          |
| 20 نوفمبر 2020 | محمد الحساني [الإنجليزية] (UAE)     | 00:25:04          | رادميلا باكيتش [الإنجليزية] (SRB)   | 00:37:41          |
| 12 فبراير 2022 | بول كومو [الإنجليزية] (KEN)         | 00:22:29.270      | آري بيكر [الإنجليزية] (HUN)         | 00:35:35.700      |

## روابط خارجية
- الموقع الرسمي